# Stigmaphyllon goudotii
Stigmaphyllon goudotii är en tvåhjärtbladig växtart som beskrevs av C.E. Anderson. Stigmaphyllon goudotii ingår i släktet Stigmaphyllon och familjen Malpighiaceae. Inga underarter finns listade i Catalogue of Life.